# Urotrygon rogersi
Urotrygon rogersi е вид акула от семейство Urotrygonidae.

## Разпространение и местообитание
Видът е разпространен в Гватемала, Еквадор, Колумбия, Коста Рика, Мексико (Долна Калифорния, Колима и Оахака), Никарагуа, Панама, Салвадор и Хондурас.
Среща се на дълбочина от 2 до 17 m.

## Описание
На дължина достигат до 46,2 cm.